# Onofre Cândido Rosa
Onofre Cândido Rosa, SDB  (Paraguaçu, 5 de agosto de 1924 — Belo Horizonte, 9 de dezembro de 2009) foi um religioso católico, da Congregação dos Salesianos, bispo da Diocese de Corumbá e bispo-emérito da Diocese de Jardim, no Mato Grosso do Sul. Foi o primeiro bispo coadjutor da Diocese de Uberlândia.